# Frédéric Joliot-Curie
Jean Frédéric Joliot-Curie n. 19 martie 1900, Paris, Île-de-France, Franța – d. 14 august 1958, Paris, Île-de-France, Franța - născut Jean Frédéric Joliot - a fost un chimist și fizician francez, laureat al Premiului Nobel pentru chimie (1935), împreună cu soția sa, Irène Joliot-Curie.
În 1934 a obținut un izotop radioactiv artificial - o formă activată a fosforului. În 1939 a demonstrat că fisiunea atomului de uraniu poate duce la o reacție în lanț. Împreuna cu soția sa, Irène, Frédéric Joliot-Curie a fost promotorul chimiei anorganice moderne.

## Legături externe
- Biquard, Pierre (1966). Joliot-Curie: The Man and His Theories. New York: Paul S. Erickson. Arhivat din original la 4 martie 2016. Accesat în 8 aprilie 2019.
- Nobel Foundation Biography
- Atomic Archive Biography
- Conference (Dec. 1935) for the Nobel prize of F. & I. Joliot-Curie, online and analyzed on BibNum [click 'à télécharger' for English version].
- Pinault, Michel (2000). Frédéric Joliot-Curie. Paris: Odile Jacob. ISBN 2-7381-0812-1.
- Biquard, Pierre (1961). Frédéric Joliot-Curie et l'énergie atomique. Paris: Seghers. ISBN 2747543110.
- Materiale selecționate din ziare despre  Frédéric Joliot-Curie în 20th Century Press Archives din cadrul Bibliotecii Naționale de Economie din Germania (ZBW)